# 木内崇雅
木内 崇雅（きうち たかまさ、1987年5月29日 - ）は、日本の男性総合格闘家。静岡県富士宮市出身。トイカツ道場所属。妻はタレントの白幡いちほ。

## 来歴
2008年12月21日、ZSTアマチュア大会｢PRE STAGE 30｣に出場。ジェネシスバンタム級（-60kg）トーナメント2008で優勝。
2011年11月20日、第1回全日本パンクラスゲートオープントーナメントに出場。2試合連続一本勝ちし、スーパーフライ級で優勝し、プロ昇格を果たした。
2012年4月28日、第18回ネオブラッド・トーナメント1回戦で三角絞めからのパウンドでTKO勝ち。9月1日、決勝戦で3-0の判定勝ち。フライ級で優勝。
2022年12月28日タレントの白幡いちほとの結婚と白幡の妊娠を発表した。

## 戦績

### プロ総合格闘技
| 総合格闘技 戦績 | 総合格闘技 戦績 | 総合格闘技 戦績 | 総合格闘技 戦績 | 総合格闘技 戦績 | 総合格闘技 戦績 | 総合格闘技 戦績 |
| --------------- | --------------- | --------------- | --------------- | --------------- | --------------- | --------------- |
| 28 試合         | (T)KO           | 一本            | 判定            | その他          | 引き分け        | 無効試合        |
| 15 勝           | 2               | 9               | 4               | 0               | 0               | 0               |
| 13 敗           | 4               | 0               | 9               | 0               | 0               | 0               |

| 勝敗 | 対戦相手      | 試合結果                       | 大会名                                                                    | 開催年月日     |
| ○    | ニシダ☆ショー | 5分2R終了 判定2-0              | プロフェッショナル修斗 闘裸男18                                           | 2016年6月12日  |
| ○    | 益田亮        | 1R 2:12 リアネイキッドチョーク | ZST.50                                                                    | 2016年4月17日  |
| ×    | 坂巻魁斗      | 5分2R終了 判定0-3              | ZST.47                                                                    | 2015年8月23日  |
| ○    | 澤田健壱      | 1R 1:29 腕ひしぎ十字固め       | ZST.45                                                                    | 2015年4月12日  |
| ○    | 藤澤彰紀      | 1R 4:18 三角絞め               | ZST.42                                                                    | 2014年8月31日  |
| ×    | 江泉卓哉      | 5分2R終了 判定0-3              | PANCRASE 253                                                              | 2013年11月3日  |
| ×    | 宇都木正和    | 5分2R終了 判定0-2              | PANCRASE 248                                                              | 2013年6月30日  |
| ○    | タイガー石井  | 5分2R終了 判定3-0              | PANCRASE 246                                                              | 2013年3月17日  |
| ×    | 阿部博之      | 5分3R終了 判定0-3              | PANCRASE 2012 PROGRESS TOUR                                               | 2012年11月10日 |
| ○    | 早坂優瑠      | 5分2R終了 判定3-0              | PANCRASE 2012 PROGRESS TOUR 【ネオブラッド・トーナメント フライ級 決勝】  | 2012年9月1日   |
| ○    | 山田将太      | 1R 3:17 TKO（パウンド）        | PANCRASE 2012 PROGRESS TOUR 【ネオブラッド・トーナメント フライ級 1回戦】 | 2012年4月28日  |
| ×    | 寒天健士      | 2R 4:37 TKO（パウンド）        | DEEP SHIZUOKA IMPACT 2011                                                 | 2011年2月6日   |

### アマチュア総合格闘技
| 勝敗 | 対戦相手 | 試合結果         | 大会名                                                                     | 開催年月日     |
| ○    | 伊藤健吾 | 1R 1:01 チョーク | 第1回全日本パンクラスゲートオープントーナメント 【 スーパーフライ級 決勝】 | 2011年11月20日 |
| ○    | 池田仙三 | 1R 0:29 腕十字   | 第1回全日本パンクラスゲートオープントーナメント 【スーパーフライ級 1回戦】 | 2011年11月20日 |

## 獲得タイトル
- ZST ジェネシスバンタム級トーナメント2008 優勝（2008年）
- 第1回全日本パンクラスゲートオープントーナメント スーパーフライ級 優勝（2011年）
- パンクラス 第18回ネオブラッド・トーナメント フライ級 優勝（2012年）